# Envira (ort)
Envira är en ort i delstaten Amazonas i nordvästra Brasilien. Den är centralort i en kommun med samma namn, och hade cirka 10 000 invånare vid folkräkningen 2010. Envira är belägen vid floden Tarauacá.